# Црква Обновљења храма Светог Георгија у Завидинцима
Црква Обновљења храма Светог Георгија у Завидинцима, насељеном месту на територији општине Бабушница је храм који припада Епархији нишкој Српске православне цркве.
Црква у Завидинцима познат је у народу и као манастир Светог Илије. Према неким подацима овај је манастир подигнут 1376. године. Данашњи је храм новијег датума и највероватније је подигнут на темељима старог. Црква је 2012. године потпуно обновљена и живописана.